# Grote Kapela
De Grote Kapela (Kroatisch: Velika Kapela , Hongaars: Nagykapela) is een groot bergmassief in het oosten van de provincie Primorje-Gorski Kotar in Kroatië. Het massief behoort tot de Dinarische Alpen en loopt vanaf de regio Gorski Kotar in het westen tot het kleinere massief Kleine Kapela in het oosten.
De noordelijke grens van het gebergte ligt bij de vallei van Ogulin, terwijl de Velika Kapela zich in het zuiden uitstrekt tot de kustlijn van Vinodolski. Het massief dat vooral bestaat uit karstgebergte scheidt de Middellandse Zee van het laaggelegen Pannonië. De hoogste berg van de Velika Kapela is de Bjelolasica (ongeveer 1.526 meter) vanwaar men een uitzicht heeft op onder andere Velebit, Lička Plješivica, de eilanden Krk, Cres en Lošinj en op de Kvarnerbocht.